# Tiburcio Garza Zamora
Gral. Tiburcio Garza Zamora fue un militar mexicano. Nació en Reynosa, Tamaulipas, el 13 de abril de 1900. Dentro del Ejército Mexicano llegó a tener el grado de General de División. Cuando la gubernatura de Práxedes Giner Durán en Chihuahua, fue Comandante de la Zona Militar. Cuando el Asalto al cuartel Madera, acompañó a Práxedes Giner Durán y al general Flavio Gijón Melgar a revisar el área y dar una conferencia de prensa. Fue diputado federal en la XLIV Legislatura del Congreso de la Unión de México. Perteneció a la 1a. Comisión de Defensa Nacional al lado del coronel y diputado Francisco Rivera Caretta; el diputado Celso Vázquez Ramírez y el  diputado Adán Cuéllar Layseca. Falleció en McAllen, Texas, el 13 de diciembre de 1973. 